# Mauren
Mauren (Mura nel dialetto locale alemannico) è uno dei comuni del principato del Liechtenstein.

## Geografia antropica
È amministrativamente compresa nel comune la località di Schaanwald.

## Economia
Nel comune era prodotta la calcolatrice meccanica Curta.

## Infrastrutture e trasporti
Il comune era servito dalla stazione di Schaanwald sulla ferrovia Feldkirch-Buchs, presso l'omonima località. È inoltre attraversato dal prosieguo della strada principale 16 svizzera.

## Società

### Evoluzione demografica
Abitanti censiti